# NGC 971
NGC 971 — звезда в созвездии Треугольник.
Этот объект входит в число перечисленных в оригинальной редакции «Нового общего каталога».
NGC 971 иногда неверно отождествляется с J023410.7 + 325832, слабой галактикой к юго-западу от NGC 970, но измерения Уильяма Парсонса точно указывают на звезду. NGC 971 не является галактикой, но она указана в каталоге PGC как PGC 9787. Поиск NGC 971 по Wikisky показывает J023410.7 + 325832, а при поиске PGC 9787 обозначение усекается до PGC 787.